# Stoda
Stoda is een monotypisch geslacht van spinnen uit de  familie van de Theridiidae (kogelspinnen).

## Soort
- Stoda libudum Roberts, 1978